# Paul Hutchins
Pour les articles homonymes, voir Hutchins.
Paul Raymond Hutchins, né le 5 avril 1945 à Bristol et mort le 13 mars 2019, de la maladie de Charcot, est un joueur britannique de tennis des années 1960.

## Biographie
Né à Bristol, Paul Hutchins participe à la Coupe Davis 1968 et y gagne un match en double face à la Finlande, mais perd ses deux matchs de simple face à l'Espagne. Cette année-là, il atteint le 3e tour de Roland-Garros puis de l'US Open. Il s'agit de ses meilleurs résultats en Grand Chelem en simple. En double, il atteint également les quarts de finale à Roland-Garros avec Gerald Battrick.
Bien qu'il ait joué quelques matchs au début des années 1970, Hutchins a presque arrêté de jouer à 25 ans à cause de blessures.
Il devient par la suite capitaine de l'équipe de Grande-Bretagne de Coupe Davis de 1975 à 1987. Il est à cet effet l'entraîneur britannique de Coupe Davis ayant été en poste le plus longtemps. Il a participé à 31 rencontres, y compris la finale en 1978 contre les Américains. Il a ensuite lancé sa propre société de management et marketing sportif en collaboration avec la LTA et le All England Club. Directeur d'un club de tennis et commentateur télévisé à la BBC pendant une vingtaine d'années, il a été chargé du tennis masculin à la Fédération Nationale entre 2007 et 2009 et a dirigé le programme The Road to Wimbledon ayant pour but de développer le tennis chez les juniors notamment dans des pays en développement.

### Famille
Paul Hutchins a quatre enfants, Blake, Romy, Lauren et Ross, spécialiste du double messieurs au début des années 2000.

## Parcours en Grand Chelem

### En simple
| Année | Open d'Australie | Open d'Australie | Internationaux de France | Internationaux de France | Wimbledon       | Wimbledon     | US Open        | US Open     |
| ----- | ---------------- | ---------------- | ------------------------ | ------------------------ | --------------- | ------------- | -------------- | ----------- |
| 1966  | —                | —                | —                        | —                        | 1er tour (1/64) | Eric Drossart | —              | —           |
| 1967  | —                | —                | 1er tour (1/64)          | Keishiro Yanagi          | 1er tour (1/64) | Pierre Darmon | —              | —           |
| 1968  | —                | —                | 3e tour (1/16)           | Herb Fitzgibbon          | 1er tour (1/64) | Onny Parun    | 3e tour (1/16) | Arthur Ashe |
| 1969  | —                | —                | —                        | —                        | 1er tour (1/64) | Fred Stolle   | —              | —           |
| 1970  | —                | —                | —                        | —                        | —               | —             | —              | —           |
| 1971  | —                | —                | —                        | —                        | —               | —             | —              | —           |
| 1972  | —                | —                | —                        | —                        | 1er tour (1/64) | J. Kamiwazumi | —              | —           |

N.B. : à droite du résultat se trouve le nom de l'ultime adversaire.

### En double
| Année | Open d'Australie | Open d'Australie | Internationaux de France  | Internationaux de France | Wimbledon                   | Wimbledon                   | US Open                  | US Open               |
| ----- | ---------------- | ---------------- | ------------------------- | ------------------------ | --------------------------- | --------------------------- | ------------------------ | --------------------- |
| 1968  | —                | —                | 1/4 de finale G. Battrick | B. Hewitt F. McMillan    | 3e tour (1/8) G. Battrick   | Roy Emerson Rod Laver       | 2e tour (1/16) P. Curtis | C. Drysdale R. Taylor |
| 1969  | —                | —                | —                         | —                        | 1er tour (1/32) G. Battrick | J. Cooper B. Phillips-Moore | —                        | —                     |
| 1970  | —                | —                | —                         | —                        | 1er tour (1/32) S. Matthews | Bob Hewitt F. McMillan      | —                        | —                     |
| 1971  | —                | —                | —                         | —                        | 2e tour (1/16) S. Matthews  | Pat Cramer P. Doerner       | —                        | —                     |
| 1972  | —                | —                | —                         | —                        | 2e tour (1/16) John Clifton | S. Smith E. van Dillen      | —                        | —                     |

N.B. : le nom du ou de la partenaire se trouve sous le résultat ; le nom des ultimes adversaires se trouve à droite.

### En double mixte
| Année | Open d'Australie | Open d'Australie | Internationaux de France | Internationaux de France | Wimbledon                  | Wimbledon                | US Open | US Open |
| ----- | ---------------- | ---------------- | ------------------------ | ------------------------ | -------------------------- | ------------------------ | ------- | ------- |
| 1969  | —                | —                | —                        | —                        | 2e tour (1/32) S. Brasher  | G. Sherriff J. Chanfreau | —       | —       |
| 1970  | —                | —                | —                        | —                        | 2e tour (1/32) R. Bentley  | J. Bartlett J. O'Hara    | —       | —       |
| 1971  | —                | —                | —                        | —                        | 3e tour (1/16) L. Beaven   | J. Paish S. Holdsworth   | —       | —       |
| 1972  | —                | —                | —                        | —                        | 2e tour (1/32) C. Martinez | H. Irvine B. Stöve       | —       | —       |
| 1973  | —                | —                | —                        | —                        | 3e tour (1/16) J. Williams | J.-C. Barclay F. Dürr    | —       | —       |

N.B. : le nom du ou de la partenaire se trouve sous le résultat ; le nom des ultimes adversaires se trouve à droite.